# SM Mall of Asia Arena
Die SM Mall of Asia Arena ist eine Mehrzweckhalle im Einkaufszentrum SM Mall of Asia in der philippinischen Großstadt Pasay, Metro Manila.

## Geschichte
Die Halle wurde nach zweijähriger Bauzeit am 21. Mai 2012 mit einem Konzert von Lady Gaga eröffnet. Zu den Künstlern und Bands zählen u. a. Céline Dion, Madonna, BTS, Blackpink oder Regine Velasquez. In der Halle finden Sportveranstaltungen wie Basketball, Tennis, Futsal, Volleyball, Badminton oder Boxen statt. Hierfür stehen um die 15.000 Sitzplätze zur Verfügung. Bei Konzerten finden bis zu 20.000 Besucher Platz.
Die Mall of Asia Arena war ein Spielort der Basketball-Weltmeisterschaft 2023. Sie war Schauplatz der Gruppen C, D, J, N sowie der Finalrunde mit dem Endspiel.

## Galerie

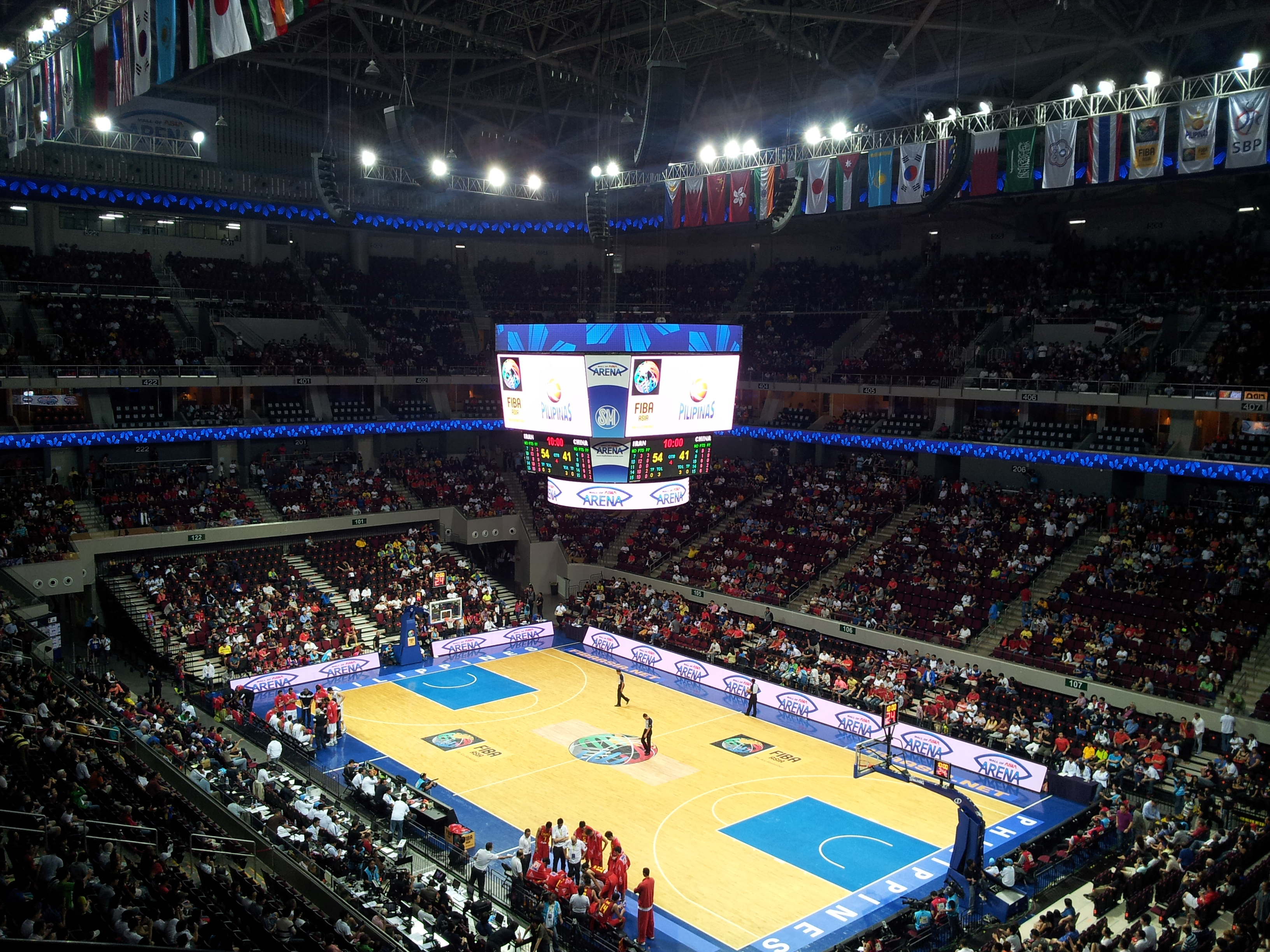
Die Arena bei der Basketball-Asienmeisterschaft 2013
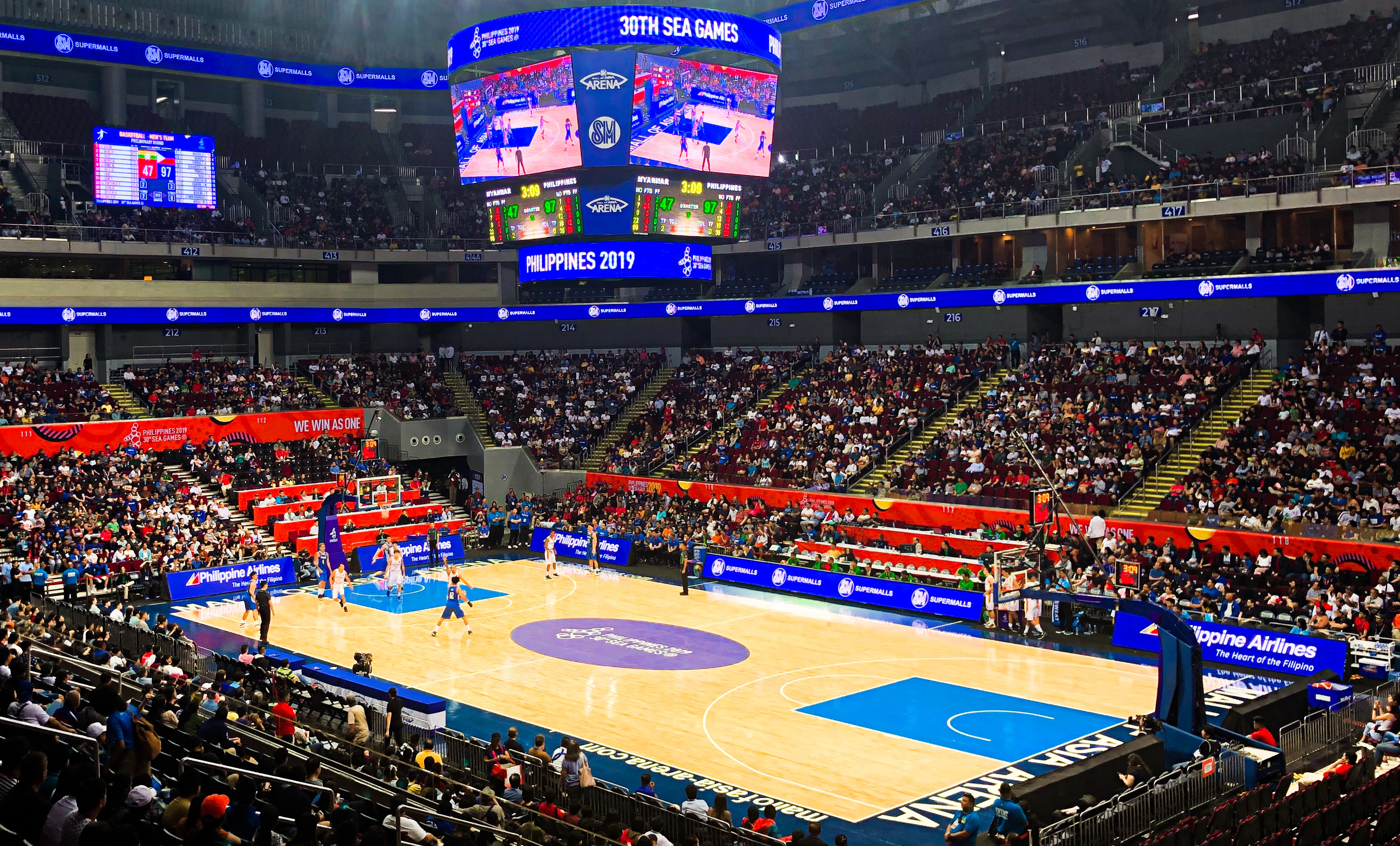
Basketball bei den Südostasienspielen 2019
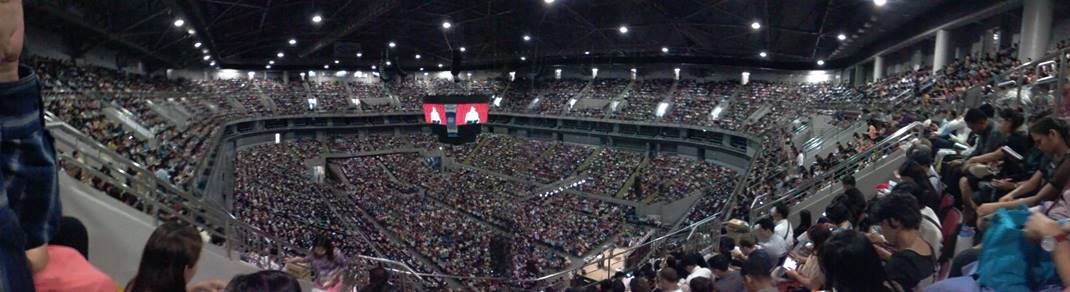
Die SM Mall of Asia Arena bei einer Versammlung der Zeugen Jehovas (April 2015)
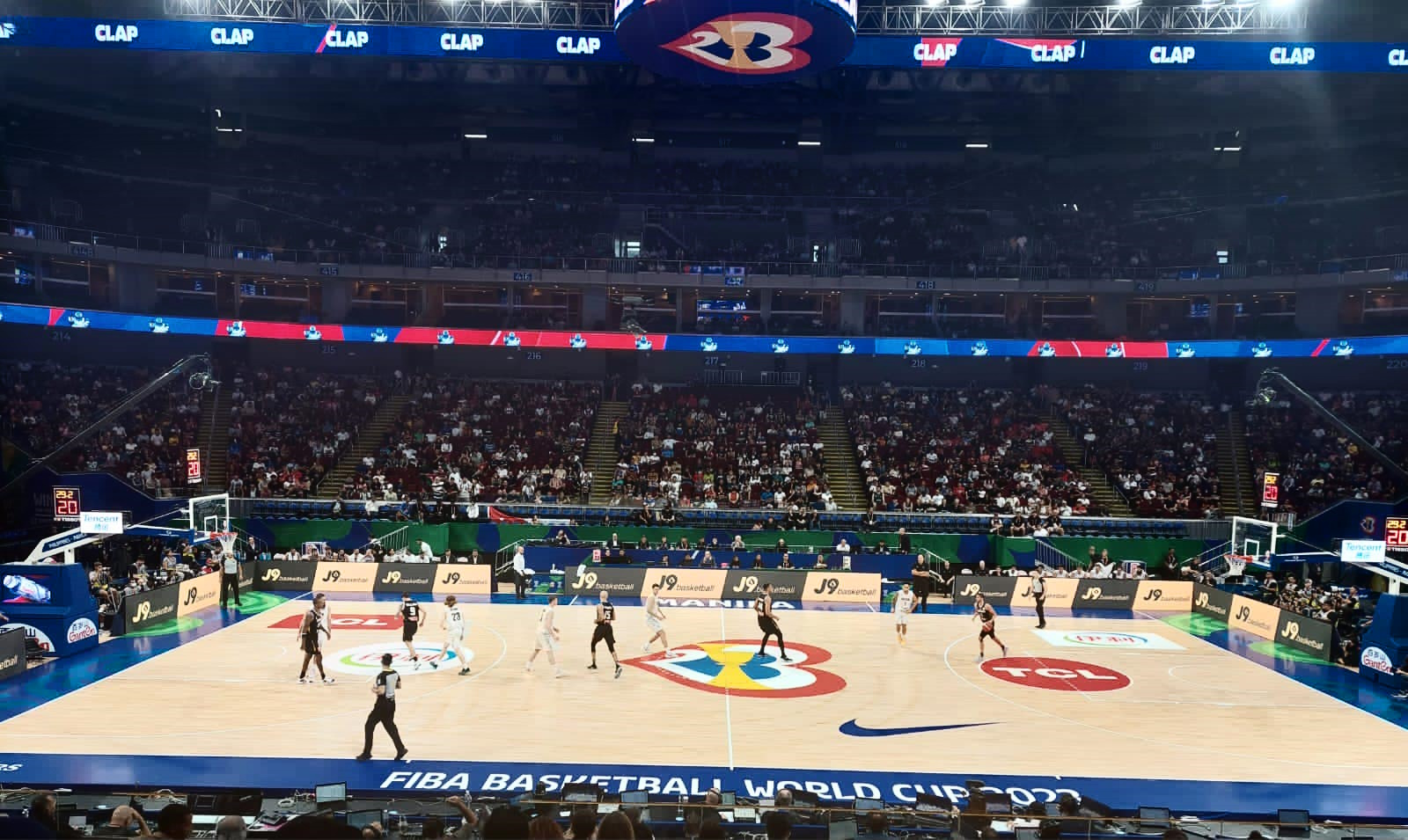
Die Mall of Asia Arena bei der Basketball-Weltmeisterschaft 2023